# Прибина (кнез)
За чланак о хрватском бану, погледајте чланак Прибина.
Прибина је био словенски кнез који је средином 9. века управљао Њитранском кнежевином (око 825—833), а потом је као франачки вазал владао Балатонском кнежевином (око 840—861). Подигао је 828. године у Њитри прву цркву међу Западним Словенима, да би касније и сам прешао у хришћанство, због чега се сматра једним од зачетника христијанизације Западних Словена.

## Биографија
Кнез Прибина је првобитно био западнословенски владар Њитранске кнежевине, која је обухватала западна подручја данашње Словачке, те се по томе сматра једним од првих родоначелника словачког народа.
Подаци о његовој владавини су веома оскудни, али је извесно да је током своје управе у Њитранској кнежевини поред цркава, подигао и читав низ утврђења. Његов сукоб са суседним моравским кнезом Мојмиром I (830—846) окончао се 833. године његовим поразом и он бива приморан да са породицом и присталицама напусти земљу, док Мојмир спаја две кнежевине и ствара Велику Моравску.
Прибина се склонио код Франака и по налогу краља Лудвига I (817—876) бива покрштен, након чега му 840. године бива додељен на управу посед око реке Зале у северној Панонији, односно у данашњој западној Мађарској. На том простору, који је био настањен Панонским Словенима, Прибина подиже читав низ утврђења и цркава, а своју престоницу смешта у Блатноград, на обали Блатног језера. Краљ Лудвиг 12. октобра 848. године претвара његове поседе односно Балатонску кнежевину у наследно лено Прибинине породице.
Кнез Прибина је погинуо 861. године у борбама са великоморавским кнезом Растиславом (846—870), као франачки вазал, а на престолу га наслеђује његов син Коцељ (861—872).